# Нижня Кумашка
Нижня Кума́шка (рос. Нижняя Кумашка, чув. Анат Кăмаша) — село у складі Шумерлинського району Чувашії, Росія. Адміністративний центр Нижньокумашкинського сільського поселення.
Населення — 510 осіб (2010; 562 у 2002).
Національний склад:
- чуваші — 96 %